# Migliore calciatore giovane AIC

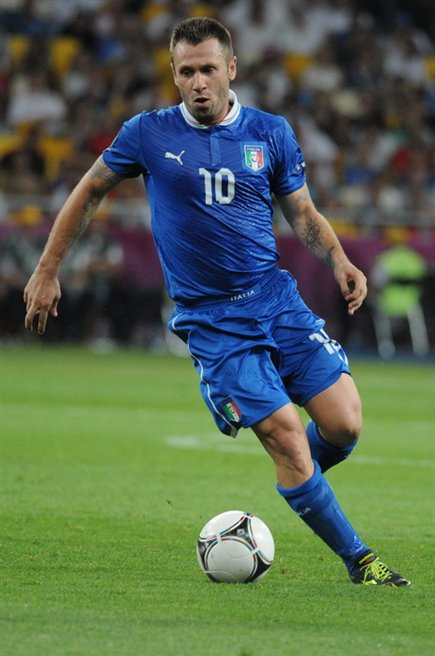
L'italiano Antonio Cassano, per 2 volte migliore calciatore giovane AIC.

Il titolo di Migliore calciatore giovane era un premio sportivo, assegnato nella serata degli Oscar del calcio AIC dall'Associazione Italiana Calciatori. Veniva scelto un calciatore che militasse nel campionato di calcio italiano di Serie A, che avesse meno di 23 anni e si fosse distinto per le sue positive prestazioni nella stagione calcistica precedente.

## Albo d'oro
| Anno          | Piazzamento | Giocatore          | Squadra    |
| ------------- | ----------- | ------------------ | ---------- |
| 1997 Dettagli | Vincitore   | Filippo Inzaghi    | Atalanta   |
| 1997 Dettagli | Nomination  | Vincenzo Montella  | Sampdoria  |
| 1997 Dettagli | Nomination  | Francesco Totti    | Roma       |
| 1998 Dettagli | Vincitore   | Alessandro Nesta   | Lazio      |
| 1998 Dettagli | Nomination  | Andrea Pirlo       | Brescia    |
| 1998 Dettagli | Nomination  | Francesco Totti    | Roma       |
| 1999 Dettagli | Vincitore   | Francesco Totti    | Roma       |
| 1999 Dettagli | Nomination  | Simone Inzaghi     | Piacenza   |
| 1999 Dettagli | Nomination  | Alessandro Nesta   | Lazio      |
| 2000 Dettagli | Vincitore   | Roberto Baronio    | Reggina    |
| 2000 Dettagli | Nomination  | Antonio Cassano    | Bari       |
| 2000 Dettagli | Nomination  | Andrea Pirlo       | Reggina    |
| 2001 Dettagli | Vincitore   | Antonio Cassano    | Bari       |
| 2001 Dettagli | Nomination  | Massimo Donati     | Atalanta   |
| 2001 Dettagli | Nomination  | Ivan Pelizzoli     | Atalanta   |
| 2002 Dettagli | Vincitore   | Matteo Brighi      | Bologna    |
| 2002 Dettagli | Nomination  | Manuele Blasi      | Perugia    |
| 2002 Dettagli | Nomination  | Antonio Cassano    | Roma       |
| 2003 Dettagli | Vincitore   | Antonio Cassano    | Roma       |
| 2003 Dettagli | Nomination  | Fabrizio Miccoli   | Perugia    |
| 2003 Dettagli | Nomination  | Andrea Pirlo       | Milan      |
| 2004 Dettagli | Vincitore   | Alberto Gilardino  | Parma      |
| 2004 Dettagli | Nomination  | Antonio Cassano    | Roma       |
| 2004 Dettagli | Nomination  | Obafemi Martins    | Inter      |
| 2005 Dettagli | Vincitore   | Giampaolo Pazzini  | Fiorentina |
| 2005 Dettagli | Nomination  | Obafemi Martins    | Inter      |
| 2005 Dettagli | Nomination  | Mirko Vučinić      | Lecce      |
| 2006 Dettagli | Vincitore   | Daniele De Rossi   | Roma       |
| 2006 Dettagli | Nomination  | Pasquale Foggia    | Ascoli     |
| 2006 Dettagli | Nomination  | Raffaele Palladino | Livorno    |
| 2007 Dettagli | Vincitore   | Riccardo Montolivo | Fiorentina |
| 2007 Dettagli | Nomination  | Giampaolo Pazzini  | Fiorentina |
| 2007 Dettagli | Nomination  | Giuseppe Rossi     | Parma      |
| 2008 Dettagli | Vincitore   | Marek Hamšík       | Napoli     |
| 2008 Dettagli | Nomination  | Mario Balotelli    | Inter      |
| 2008 Dettagli | Nomination  | Sebastian Giovinco | Juventus   |
| 2009 Dettagli | Vincitore   | Alexandre Pato     | Milan      |
| 2009 Dettagli | Nomination  | Mario Balotelli    | Inter      |
| 2009 Dettagli | Nomination  | Davide Santon      | Inter      |
| 2010 Dettagli | Vincitore   | Javier Pastore     | Palermo    |
| 2010 Dettagli | Nomination  | Alexandre Pato     | Milan      |
| 2010 Dettagli | Nomination  | Mario Balotelli    | Inter      |

## Vincitori
- 2 Oscar
  - Antonio Cassano

- 1 Oscar
  - Filippo Inzaghi, Alessandro Nesta, Francesco Totti, Roberto Baronio, Matteo Brighi, Alberto Gilardino, Giampaolo Pazzini, Daniele De Rossi, Riccardo Montolivo, Marek Hamšík, Alexandre Pato, Javier Pastore

## Calciatori con più nomination
- 5 nomination
  - Antonio Cassano (2)

- 3 nomination
  - Francesco Totti (1), Andrea Pirlo (0), Mario Balotelli (0)

- 2 nomination
  - Alessandro Nesta (1), Giampaolo Pazzini (1), Obafemi Martins (0), Alexandre Pato (1)

*tra parentesi gli Oscar vinti

## Classifica per club
| Club       | Calciatori | Totale |
| ---------- | ---------- | ------ |
| Roma       | 3          | 3      |
| Fiorentina | 2          | 2      |
| Atalanta   | 1          | 1      |
| Bari       | 1          | 1      |
| Bologna    | 1          | 1      |
| Lazio      | 1          | 1      |
| Milan      | 1          | 1      |
| Napoli     | 1          | 1      |
| Parma      | 1          | 1      |
| Reggina    | 1          | 1      |
| Palermo    | 1          | 1      |